# Jisoo
Kim Ji-soo (en coreà: 김지수; nascuda el 3 de gener de 1995), més coneguda com a Jisoo, és una cantant i actriu de Corea del Sud. És membre del grup Blackpink, format per YG Entertainment l'agost de 2016. Més enllà de la seva carrera musical, va fer el seu debut com a actriu amb un paper cameo a la sèrie The Producers de 2015 i va interpretar el seu primer paper principal a la Sèrie JTBC Snowdrop (2021–22).
Jisoo va fer el seu debut musical en solitari amb l'àlbum senzill Me el març de 2023. L'àlbum va debutar al número u de la llista d'àlbums de Circle amb 1,03 milions de còpies venudes en menys de dos dies, convertint-se en l'àlbum més venut de tots els temps per una solista femenina a Corea del Sud i el primer a vendre més d'un milió de còpies. El seu senzill principal "Flower" va ser un èxit comercial, aconseguint el número dos al Billboard Global 200 i al Circle Digital Chart i es va convertir en la cançó amb més èxit d'una solista femenina de K-pop al Canadian Hot 100 i a l'UK Singles Chart.
Jisoo ha rebut diversos reconeixements al llarg de la seva carrera, com ara dos premis Golden Disc, tres MAMA Awards, un Circle Chart Music Award i el Seoul International Drama Award a la millor actriu coreana. És l'actriu coreana més seguida a Instagram i ha estat reconeguda pel seu impacte en la moda com a ambaixadora global de Dior. El febrer de 2024, va cread el seu propi segell anomenat Blissoo.